# Воорбагі
Во́орбагі (ест. Voorbahi küla) — село в Естонії, у волості Тирва повіту Валґамаа.

## Населення
Чисельність населення на 31 грудня 2011 року становила 30 осіб.

## Історія
До 21 жовтня 2017 року село входило до складу волості Пидрала.